# 尼古拉耶夫卡 (貝雷濟夫卡區)
47°32′20″N 30°45′10″E / 47.53889°N 30.75278°E
尼古拉耶夫卡（羅馬化：Mykolaivka），又按乌克兰语名译为米科拉伊夫卡，是烏克蘭的鎮，位於該國西南部的敖德薩州，由贝雷济夫卡区的尼古拉耶夫卡市鎮負責管轄。該鎮在2020年前是尼古拉耶夫卡區的区府，但這區現已被廢除。該鎮始建於1918年，面積2.43平方公里，2011年人口2,972，人口密度每平方公里1,223.0人。